# Felix Funk
Felix Funk (* 30. März 1905 in Wilsdruff bei Dresden; † 20. März 1976 in Dresden) war ein deutscher Maler und Zeichner.

## Leben

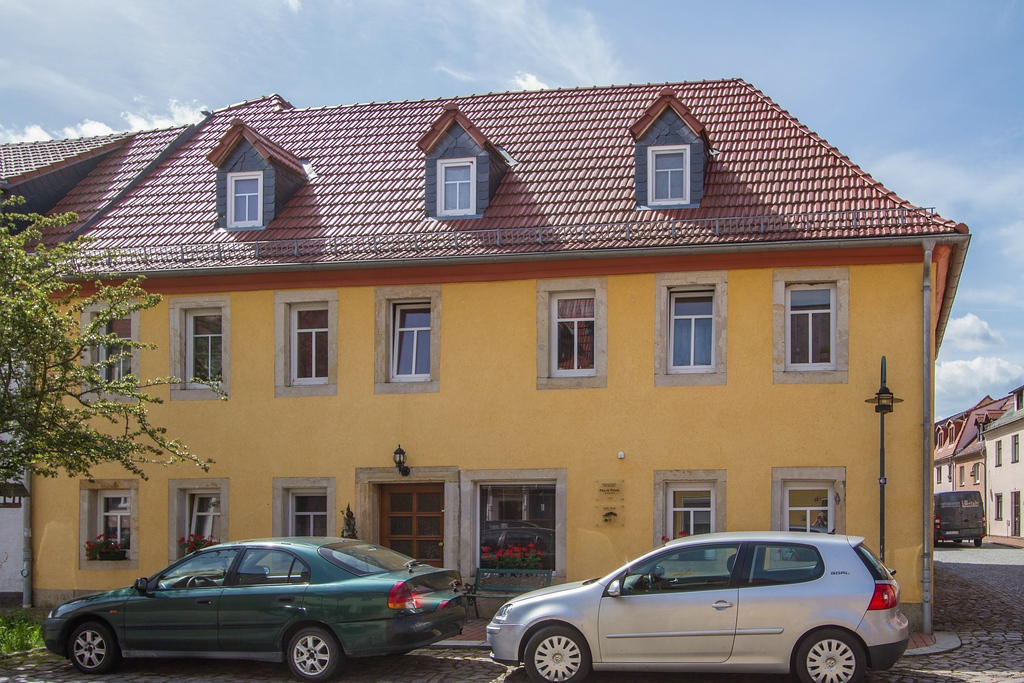
Wilsdruff: Geburtshaus von Felix Funk

Felix Funk absolvierte nach der Volksschule eine Ausbildung an der Zeichenschule der Porzellanmanufaktur Meißen. Von 1926 bis 1933 studierte er an der Kunstakademie Dresden Zeichnen und Malerei, ab 1930 als Meisterschüler bei Georg Lührig.
Ein Stipendium der Stadt Dresden ermöglichte ihm Studienreisen nach Schweden, Norwegen, Nordafrika und Italien.
In der Zeit des Nationalsozialismus war Funk Mitglied der Reichskammer der bildenden Künste.
Seine künstlerischen Schwerpunkte waren zunächst Porträts und Landschaftsbilder in Pastell und Öl. Er gilt als Vertreter der  Neuen Sachlichkeit. Neben seiner künstlerischen Tätigkeit gab er Malunterricht. Zu seinen Schülern gehörte Fritz Panndorf.
Nach einer schweren Tuberkuloseerkrankung verlegte er sich ab den 50er Jahren auf Aquarellmalerei und Zeichnungen. Er schuf zahlreiche Aquarelle mit Blumenmotiven und Dorfansichten, die in der DDR als Kalender oder Postkarten verlegt wurden.
Funk war Mitglied des Verbands Bildender Künstler der DDR.
Bilder Funks befinden sich in u. a. in der Galerie Neue Meister Dresden und im Heimatmuseum der Stadt Wilsdruff.

## Preise und Auszeichnungen
- 1932: Ehrenzeugnis der KA Dresden, Preis der Georg-Arnhold-Stiftung, Jubiläumsstipendium der Stadt Dresden
- 1933: Großer Preis der Hugo-Göpfert-Stiftung
- 1933: Rompreis und dazu 1934 Aufenthalt in Italien

## Werke (Auswahl)

### Tafelbilder
- Sudanesische Geschwister (Öl, 1931)[2]

- Selbst (Öl, 120 × 73 cm, 1932; Galerie Neue Meister Dresden)[3]
- Kammer (Öl, 80 × 95 cm, 1932; Galerie Neue Meister Dresden)[4]
- Bildnis eines Geigers (Öl, 1952)[5]

### Aquarelle
- Tauwetter (36 × 49 cm, 1949)[6]
- Winterliche Dämmerung (38 × 49 cm, 1949)[7]
- Dresden, Bautzner Straße (44 × 58 cm, um 1962)[8]
- Herbst (1964)[9]

### Zeichnungen
- März 1940 (Bleistift, 1940)[10]
- Tauwetter (Bleistift, um 1940)[11]
- Tauwetter I (1944)[12]

## Ausstellungen (Auswahl)

### Ausstellungsbeteiligungen
- 1934: Sächsische Kunstausstellung Dresden
- 1935: Dresdner Kunstausstellung 1935
- 1936: Kunstausstellung Dresden 1936
- 1938: Dritte Bildnisausstellung, Berlin
- 1937: Sommer-Ausstellung 1937, Dresden
- 1940: Dresdner Künstlerbund („Erste Ausstellung Kriegsjahr 1940“)
- 1940: Kunstausstellung für Soldaten, Düsseldorf
- 1940 und 1944: Große Deutsche Kunstausstellung, München
- 1941: „Der deutsche Mensch“, Berlin
- 1942: Große Berliner Kunstausstellung
- 1943: Kunstausstellung Gau Sachsen Brühlsche Terrasse 13. Juni bis 22. August 1943[13]
- 1943: Große Dresdner Kunstausstellung
- 1953, 1962/1963 und 1967/1968, 3., Fünfte und VI. Deutsche Kunstausstellung Dresden, Albertinum[14]
- 1953: Mittelsächsische Kunstausstellung, Karl-Marx-Stadt
- 1957, 1966 und 1972: Bezirksausstellung bzw. Bezirkskunstausstellung Dresden

### Postume Einzelausstellung
- 2005: Sonderausstellung zu Felix Funks Lebenswerk im Heimatmuseum der Stadt Wilsdruff[15]